# Hockinson
Hockinson és una concentració de població designada pel cens dels Estats Units a l'estat de Washington. Segons el cens del 2000 tenia 5.136 habitants.

## Demografia
Segons el cens del 2000, Hockinson tenia 5.136 habitants, 1.592 habitatges, i 1.385 famílies. La densitat de població era de 119,1 habitants per km².
Dels 1.592 habitatges en un 46% hi vivien nens de menys de 18 anys, en un 79,7% hi vivien parelles casades, en un 4,8% dones solteres, i en un 13% no eren unitats familiars. En el 9,8% dels habitatges hi vivien persones soles el 3,4% de les quals corresponia a persones de 65 anys o més que vivien soles. El nombre mitjà de persones vivint en cada habitatge era de 3,23 i el nombre mitjà de persones que vivien en cada família era de 3,46.
Per edats la població es repartia de la següent manera: un 32,9% tenia menys de 18 anys, un 6,8% entre 18 i 24, un 25,5% entre 25 i 44, un 28,5% de 45 a 60 i un 6,3% 65 anys o més.
L'edat mediana era de 37 anys. Per cada 100 dones de 18 o més anys hi havia 101,1 homes.
La renda mediana per habitatge era de 69.757 $ i la renda mediana per família de 72.292 $. Els homes tenien una renda mediana de 50.570 $ mentre que les dones 34.901 $. La renda per capita de la població era de 25.269 $. Aproximadament l'1,7% de les famílies i el 2,2% de la població estaven per davall del llindar de pobresa.

## Poblacions més properes
El següent diagrama mostra les poblacions més properes.